# 郝俊海
郝俊海（1975年6月—），河北张北人，汉族，无党派人士。中华人民共和国政治人物、第十三届全国人民代表大会河北地区代表。

## 生平
2018年2月24日，当选为第十三届全国人大代表。